# Best of Def Leppard
| Recensione | Giudizio |
| ---------- | -------- |
| AllMusic   |          |

Best of Def Leppard è una raccolta del gruppo musicale britannico Def Leppard, pubblicata il 25 ottobre 2004 dalla Mercury Records. È stata distribuita in tutto il mondo eccetto che in Nord America,  dove è invece uscita la raccolta Rock of Ages: The Definitive Collection pochi mesi dopo.
La raccolta è praticamente una continuazione di Vault: Def Leppard Greatest Hits (1980-1995), con cui condivide essenzialmente la stessa lista tracce. È stata pubblicata anche in edizione limitata con un disco bonus, contenente fra le altre la cover Waterloo Sunset dei The Kinks successivamente inclusa nell'album di cover Yeah! del 2006.

## Tracce

### Disco 1
1. Pour Some Sugar on Me (Historia video edit) – 4:52 (Steve Clark, Phil Collen, Joe Elliott, Mutt Lange, Rick Savage)
2. Photograph – 4:08 (Clark, Pete Willis, Savage, Lange, Elliott)
3. Love Bites – 5:47 (Clark, Collen, Elliott, Lange, Savage)
4. Let's Get Rocked – 4:56 (Collen, Elliott, Lange, Savage)
5. Two Steps Behind (Versione acustica) – 4:19 (Elliott)
6. Animal – 4:03 (Clark, Collen, Elliott, Lange, Savage)
7. Heaven Is – 3:34 (Clark, Collen, Elliott, Lange, Savage)
8. Rocket (Visualize video edit) – 4:07 (Clark, Collen, Elliott, Lange, Savage)
9. When Love & Hate Collide – 4:17 (Elliott, Savage)
10. Action – 3:42 (Brian Connolly, Steve Priest, Andy Scott, Mick Tucker)
11. Long, Long Way to Go – 4:39 (Wayne Hector, Steve Robson)
12. Make Love Like a Man – 4:16 (Clark, Collen, Elliott, Lange)
13. Armageddon It – 5:22 (Clark, Collen, Elliott, Lange, Savage)
14. Have You Ever Needed Someone So Bad – 5:19 (Collen, Elliott, Lange)
15. Rock of Ages – 4:08 (Clark, Lange, Elliott)
16. Hysteria – 5:56 (Clark, Collen, Elliott, Lange, Savage)
17. Bringin' On the Heartbreak – 4:34 (Clark, Willis, Elliott)

Canzoni provenienti dall'album Hysteria:  1, 3, 6,8, 13,16
Canzoni provenienti dall'album Pyromania:  2, 15
Canzoni provenienti dall'album Adrenalize:  4, 7,12, 14
Canzoni provenienti dall'album Rectroactive: 5, 10,
Canzoni provenienti dall'album Vault: 9
Canzoni provenienti dall'album X: 11
Canzoni provenienti dall'album Hig'n'dry: 17

### Disco 2
1. Rock! Rock! (Till You Drop) – 3:55 (Clark, Savage, Lange, Elliott)
2. Waterloo Sunset – 3:44 (Ray Davies) – cover dei The Kinks successivamente inclusa in Yeah! (2006)
3. Promises – 3:59 (Collen, Lange)
4. Slang – 2:39 (Collen, Elliott)
5. Foolin' – 4:34 (Clark, Lange, Elliott)
6. Now – 3:58 (Marti Frederiksen, Collen, Elliott, Vivian Campbell, Savage, Rick Allen)
7. Rock Brigade – 3:08 (Savage, Clark, Elliott)
8. Women – 5:42 (Clark, Collen, Elliott, Lange, Savage)
9. Let It Go – 4:44 (Willis, Clark, Elliott)
10. Too Late for Love – 4:29 (Clark, Lange, Willis, Savage, Elliott)
11. High 'n' Dry (Saturday Night) – 3:28 (Clark, Savage, Elliott)
12. Work It Out – 4:49 (Campbell)
13. Billy's Got a Gun (versione editata) – 5:00 (Clark, Savage, Willis, Elliott, Lange)
14. Another Hit and Run – 4:59 (Savage, Elliott)
15. Stand Up (Kick Love into Motion) – 4:33 (Clark, Collen, Elliott, Lange)
16. Wasted – 3:44 (Clark, Elliott)
17. Die Hard the Hunter – 6:17 (Lange, Clark, Savage, Elliott)

Canzoni provenienti dall'album Hysteria: 8
Canzoni provenienti dall'album Pyromania: 1, 5,10, 13, 17
Canzoni provenienti dall'album Adrenalize: 5
Canzoni provenienti dall'album X: 6
Canzoni provenienti dall'album Hig'n'dry: 9, 11, 14
Canzoni provenienti dall'album Euphoria: 3
Canzoni provenienti dall'album Slang: 4,12
Canzoni provenienti dall'album On through the night: 7, 16
Canzoni inedite: 2 (successivamenye inclusa nell'album Yeah)

## Formazione
Attuale
- Joe Elliott – voce
- Phil Collen – chitarra e cori
- Vivian Campbell – chitarra e cori
- Rick Savage – basso e cori
- Rick Allen – batteria

Ex componenti
- Pete Willis – chitarra (1977-1982)
- Steve Clark – chitarra (1977-1991)